# “7.18”系列爆炸案
“7.18”系列爆炸案1994年7月18日东突厥斯坦正义党在新疆制造的一系列爆炸案。

## 过程
1994年，毕业于新疆大学的新和县渭干乡副乡长艾沙·玉山组建东突厥斯坦正义党，谋求新疆独立建国。开始时拉拢大学同学和疆内大学生，后因大学生无号召力，改为拉拢宗教人士，该组织发展壮大，与境外建立联系。他们以政府机关、重要公路桥梁为目标，在阿克苏、新和县制造6起爆炸案，又暗杀2名群众。
1997年此案在阿克苏审理。法庭上，艾沙·玉山用维吾尔语对在场民众讲，“我是共产党的干部，也是一个虔诚的穆斯林，我不反对共产党”，“我去上海出差，外国人来了给他们开房间，却不给我开，我只好在外边待了一夜”，在场的民众都很同情他。